# The Clinical Journal of Pain
The Clinical Journal of Pain is een internationaal, aan collegiale toetsing onderworpen wetenschappelijk tijdschrift op het gebied van de anesthesiologie en neurologie. De naam wordt in literatuurverwijzingen meestal afgekort tot Clin. J. Pain. Het wordt uitgegeven door Lippincott Williams & Wilkins namens de American Academy of Pain Medicine en verschijnt 9 keer per jaar. Het eerste nummer verscheen in 1985.